# 红其拉甫国家公园
红其拉甫国家公园，巴基斯坦的一个国家公园，坐落于巴基斯坦北部的吉尔吉特-巴尔蒂斯坦，是巴基斯坦第三大国家公园。该国家公园毗邻中华人民共和国的塔什库尔干野生动物自然保护区